# Korytowski Hrabia
Korytowski Hrabia – polski herb szlachecki, hrabiowska odmiana herbu Mora.

## Opis herbu
Opis z wykorzystaniem klasycznych zasad blazonowania:
W polu czerwonym głowa murzyńska czarna o ustach czerwonych i przepasce na czole srebrnej. Nad tarczą korona hrabiowska, dziewięciopałkowa, a nad nią hełm w koronie, z którego klejnot: trzy pióra strusie. Labry czerwone podbite srebrem. Trzymacze: dwa lwy złote o językach czerwonych, patrzące na zewnątrz, stojące na ozdobnym postumencie roślinnym, z dewizą na wstędze: PRO REGE ET PATRIA (łac. DLA KRÓLA I OJCZYZNY).

## Najwcześniejsze wzmianki
Nadany w Galicji 24 maja 1893 Juliuszowi Leopoldowi Franciszkowi Korytowskiemu. Tytuł został nadany na podstawie patentu z 1775, rzekomego urzędu podwojewodziego poznańskiego dziadka oraz rzekome starania przodka obdarowanego, Franciszka Wincentego Ignacego, o tytuł hrabiowski. Tytuł potwierdzony synowi Juliusza, Władysławowi w 1917. Wystąpienie o potwierdzenie zostało podyktowane utratą dyplomu, który zapomniał zabrać z zamku uchodzący przed natarciem Rosjan Juliusz.

## Herbowni
Jedna rodzina herbownych:
graf von Korytowski.